# IMPACT Twitch Specials
IMPACT Twitch Specials fueron una serie de especiales de Impact Wrestling con distintas promociones independientes, transmitidos en vivo en su plataforma de Twitch.
En un principio la plataforma se utilizó para transmitir la lucha Barbed Wire Massacre III entre The Latin American Xchange y O.V.E. debido a que la cadena Pop TV se negó a transmitirla debido a su contenido. Sin embargo, desde el mes de febrero de 2018, Impact Wrestling comenzó a transmitir especiales en vivo con distintas promociones independientes.
En 2020, luego de 2 años de especiales, estos fueron pospuestos debido a la pandemia debido al Covid 19, lo que obligó a la compañía a cancelar todos sus shows en vivo, así como trasladarse a los Skyway Studios en Nashville para poder seguir transmitiendo sus shows semanales. A pesar de que la empresa jamás canceló oficialmente los Twitch Specials, la empresa terminó su relación con la plataforma Twitch, por lo que dichos eventos especiales no volverían a ser realizados.

## Barbed Wire Massacre III
Barbed Wire Massacre fue un evento transmitido por Impact Wrestling en su página oficial de Twitch el 16 de enero de 2018 desde la Impact Zone.
| N.º                       | Resultados                              | Estipulación         | Tiempo |
| ------------------------- | --------------------------------------- | -------------------- | ------ |
| 1                         | The Latin American Xchange venció a oVe | Barbed Wire Massacre | 18:57  |
| (C) Representa al campeón |                                         |                      |        |

## Brace for IMPACT
Brace for IMPACT fue un evento fue un evento realizado por Impact Wrestling y WrestlePro transmitido en su página oficial de Twitch el 9 de febrero de 2018 desde el Rahway Rec center.
| N.º                       | Resultados                                               | Estipulación           |
| ------------------------- | -------------------------------------------------------- | ---------------------- |
| 1                         | CAQ, Delroy y Habib vencieron a Reality Check            | Six Man Tag-team Match |
| 2                         | Colby Covington venció a Tyquil Woodley                  | Singles Match          |
| 3                         | Matt Sydal y Chris Payne vencieron a The Heavenly Bodies | Tag Team Match         |
| 4                         | Moose venció a Shawn Donovan                             | Singles Match          |
| 5                         | Nikki y Nikos Rikos vencieron a Allie y Braxton Sutter   | Mixed Tag Team Match   |
| 6                         | Bobby Wayward venció a Teddy Hart                        | Singles Match          |
| 7                         | Anthony Bowens venció a Macintosh y Eli Drake            | Triple Threat Match    |
| 8                         | Alberto el Patrón venció a Fallah Bahh                   | Singles Match          |
| 9                         | Johnny Impact venció a Dan Maff                          | Singles Match          |
| (C) Representa al campeón |                                                          |                        |

## IMPACT Last Chancery
IMPACT Last Chancery fue un evento realizado por Impact Wrestling y Destiny World Wrestling transmitido por en su página oficial de Twitch el 9 de marzo de 2018 desde el Don Kolov Arena.
| N.º                       | Resultados                                                                                 | Estipulación                                         |
| ------------------------- | ------------------------------------------------------------------------------------------ | ---------------------------------------------------- |
| 1                         | Tyson Dux venció a Braxton Sutter                                                          | Singles Match                                        |
| 2                         | The Desi Hit Squad (Rohit Raju y Gursinder Singh) vencieron a Cody Deaner y Jake Something | Tag Team Match                                       |
| 3                         | Petey Williams venció a Brent Banks, Idris Abraham y Phil Atlas                            | Four Way Match                                       |
| 4                         | Trevor Lee venció a Josh Alexander                                                         | Singles Match                                        |
| 5                         | Eli Drake venció a Marcus Burke                                                            | Singles Match                                        |
| 6                         | Alberto del Río venció a Moose                                                             | Singles Match                                        |
| 7                         | Allie (c) venció a KC Spinelli                                                             | Singles Match por el Impact Knockouts Championship   |
| 8                         | Austin Aries (c) venció a Matt Sydal y Kongo Kong (con Jimmy Jacobs)                       | Triple Threat Match por el Impact World Championship |
| (C) Representa al campeón |                                                                                            |                                                      |

## IMPACT vs Lucha Underground
IMPACT vs Lucha Underground fue un evento realizado por Impact Wrestling y Lucha Underground transmitido en su página oficial de Twitch el 6 de abril de 2018 desde The Sugar Mill.
| N.º                       | Resultados                                                                                          | Estipulación                                                                    | Tiempo |
| ------------------------- | --------------------------------------------------------------------------------------------------- | ------------------------------------------------------------------------------- | ------ |
| 1                         | The Monster Matanza Cueto venció a Caleb Konley, Chavo Guerrero Jr., Jack Evans, Matt Sydal y Moose | Six Way Match                                                                   | 06:40  |
| 2                         | Allie (c) venció a Taya Valkyrie                                                                    | Singles Match para retener el Campeonato de Knockouts de Impact.                | 09:14  |
| 3                         | Scott Steiner y Teddy Hart vencieron a oVe (Dave Crist y Jake Crist)                                | Tag Team Match                                                                  | 7:44   |
| 4                         | Aero Star, Drago y King Cuerno vencieron a Andrew Everett, Dezmond Xavier y DJ Z                    | six Man Tag Team Match                                                          | 10:14  |
| 5                         | Trevor Lee venció a Marty Martinez (con Famous B)                                                   | Singles Match                                                                   | 05:10  |
| 6                         | Latin American Exchange (Ortiz y Santana) (c) vencieron a Killshot y The Mack                       | six Man Tag Team Match para retener el Campeonato Mundial en Parejas de Impact. | 13:14  |
| 7                         | Brian Cage venció a Eli Drake                                                                       | Singles Match                                                                   | 07:12  |
| 8                         | Jeremiah Crane venció a Eddie Edwards                                                               | I Quit Match                                                                    | 20:14  |
| 9                         | Pentagon Dark venció a Austin Aries y Fenix                                                         | Three Way Match                                                                 | 10:24  |
| (C) Representa al campeón | |                                                                                 |        |

## Penta does IOWA
IMPACT vs Lucha Underground fue un evento realizado por Impact Wrestling y The Wrestling Revolver transmitido en su página oficial de Twitch el 5 de mayo de 2018 desde Val Air Ballroom.
| N.º                       | Resultados | Estipulación                                                                 |
| ------------------------- | --- | ---------------------------------------------------------------------------- |
| 1                         | Shane Strickland venció a Jason Cade (con Famous B)                                                                                        | Singles Match                                                                |
| 2                         | The Dirty (Austin Mannix y Brandon Edwards) vencieron a Night Ryderz (Dustin Rayz y Alex Colon) y Zero Gravity (CJ Esparza y Brett Gakiya) | Triple Threat Tag Team Match                                                 |
| 3                         | Taya Valkyrie venció a Jessicka Havok | Singles Match                                                                |
| 4                         | Rich Swann venció a Matthew Palmer, Gringo Loko, Airwolf, Sugar Dunkerton, Larry D, Ace Austin, Chip Day y Andy Dalton                     | Open Invitational Scramble Match por el PWR Open Invitational Scramble Title |
| 5                         | Tommy Dreamer venció a Jake Manning | House Of Hardcore Rules Match                                                |
| 6                         | Eli Drake venció a Clayton Gainz | Singles Match                                                                |
| 7                         | oVe (Sami Callihan, Dave Crist y Jake Crist) vencieron a Matt Sydal y The Rascalz (Dezmond Xavier y Zachary Wentz)                         | Six Man Tornado Tag Team Match                                               |
| 8                         | Pentagon Jr (c) venció Jimmy Jacobs | Street fight por el Impact World Championship                                |
| (C) Representa al campeón | |                                                                              |

## Rise of the Knockouts
Rise of the Knockouts fue un evento realizado por Impact Wrestling y RISE Wrestling transmitido en su página oficial de Twitch el 7 de junio de 2018 desde el Illinois Basketball Academy.
| N.º                       | Resultados | Estipulación                                                                                |
| ------------------------- | --- | ------------------------------------------------------------------------------------------- |
| 1                         | Deonna Purrazzo venció a Allie | Singles Match                                                                               |
| 2                         | Tessa Blanchard venció a Kris Wolf | Singles Match                                                                               |
| 3                         | The Twisted Sisterz (Holidead y Thunder Rosa) vencieron a Bones Of Contention (Karen Q y Ray Lyn)                                                                                  | Tag Team Match                                                                              |
| 4                         | Madison Rayne venció a Kikyo | Singles Match                                                                               |
| 5                         | Kimber Lee venció a Shazza McKenzie | Singles Match                                                                               |
| 6                         | Su Yung (c) venció a Saraya Knight | Falls Count Anywhere match por el Impact Knockouts Championship                             |
| 7                         | Paradise Lost (Dust y Raven's Ash) (con Rosemary) vencieron a Fire and Nice (Britt Baker y Chelsea Green), Blue Nation (Charli Evans y Jessica Troy) y Kylie Rae con Miranda Alize | Tournament Final Four Way Tag Team Elimination Match por los Guardians of RISE Championship |
| 8                         | Tessa Blanchard venció a Mercedes Martinez | 30 Minute Iron Man match por el Phoenix of RISE Championship                                |
| (C) Representa al campeón | |                                                                                             |

## Confrontation
Confrontation fue un evento realizado por Impact Wrestling y America's Most Liked Wrestling (AML) transmitido en su página oficial de Twitch el 29 de julio de 2018 desde el Triad Stage.
| N.º                       | Resultados                                                                                              | Estipulación                                           |
| ------------------------- | --- | ------------------------------------------------------ |
| 1                         | Tessa Blanchard (con Tully Blanchard) venció a Allie y Kristen Stadtlander                              | Three Way Match                                        |
| 2                         | Suicide venció a Jaxon Stone                                                                            | Singles Match                                          |
| 3                         | Zane Dawson (con George South) venció a Fallah Bahh                                                     | Singles Match                                          |
| 4                         | Axton Ray venció a Eli Drake                                                                            | Singles Match                                          |
| 5                         | Eddie Edwards venció a Chris Payne                                                                      | Singles Match                                          |
| 6                         | Billy Brash (c) venció a Brandon Scott, Cam Carter, Devin Driscoll. Sean Denny (con Mark Denny) y Yahya | Six Man Ladder Match por el AML Prestige Championship  |
| 7                         | The Heavenly Bodies (Desirable Dustin y Gigolo Justin) vencieron a CW Anderson y Preston Quinn (c)      | Tag Team Match para ganar el AML Tag Team Championship |
| 8                         | Caleb Konley (c) venció a Matt Sydal                                                                    | Singles Match por el AML Championship                  |
| (C) Representa al campeón | |                                                        |

## The Uncivil War
The Uncivil War fue un evento realizado por Impact Wrestling y NGW transmitido en su página oficial de Twitch el 19 de agosto de 2018 desde el Knoxville Convention Center.
| N.º                       | Resultados                                                                     | Estipulación    |
| ------------------------- | ------------------------------------------------------------------------------ | --------------- |
| 1                         | Menace y Ar Fox (con The Skulk y Ayla Fox) vencieron a Rich Swann y Matt Sydal | Tag Team Match  |
| 2                         | Trevor Lee venció a Myron Reed                                                 | Singles Match   |
| 3                         | Nichole Pain venció a Su Yung                                                  | Singles Match   |
| 4                         | Eli Drake venció a Joey Ryan                                                   | Singles Match   |
| 5                         | The Lynch Mob vencieron a The War Kings                                        | Tag Team Match  |
| 6                         | Lenny Stratton venció a Eddie Edwards                                          | Singles Match   |
| 7                         | Moose venció a Hoodrick                                                        | Singles Match   |
| 8                         | Sami Callihan venció a Matt Cross                                              | oVe Rules Match |
| (C) Representa al campeón |                                                                                |                 |

## IMPACT Wrestling vs. UK
IMPACT Wrestling vs. UK fue un evento realizado por Impact Wrestling transmitido en su página oficial de Twitch el 9 de septiembre de 2018 desde el Bowlers Exhibition Centre.
| N.º                       | Resultados                                                                           | Estipulación                                             |
| ------------------------- | ------------------------------------------------------------------------------------ | -------------------------------------------------------- |
| 1                         | Rich Swann venció a Matt Sydal y Trevor Lee                                          | Triple Threat Match                                      |
| 2                         | Adam Maxted y Robbie X vencieron a Lucas Steel y Jake McCluskey                      | Tag Team Match                                           |
| 3                         | Su Yung venció a Lana Austin                                                         | Singles Match                                            |
| 4                         | The Latin American Xchange (Santana y Ortiz) vencieron a Jody Fleisch y Johnny Storm | Tag Team Match por el Impact World Tag Team Championship |
| 5                         | Joe Hendry venció a Eli Drake                                                        | Singles Match                                            |
| 6                         | Eddie Edwards y Justin Sysum vencieron a Moose y Nathan Cruz                         | Tag Team Match                                           |
| 7                         | Sami Callihan venció a Jimmy Havoc                                                   | Barbed Wire Baseball Bat Deathmatch                      |
| (C) Representa al campeón |                                                                                      |                                                          |

## Motown Showdown 2018
Motown Showdown 2018 fue un evento realizado por Impact Wrestling en conjunto con Border City Wrestling transmitido en su página oficial de Twitch el 7 de octubre de 2018 desde el Diamondback Saloon.
| N.º                       | Resultados                                                           | Estipulación               | Tiempo |
| ------------------------- | -------------------------------------------------------------------- | -------------------------- | ------ |
| 1                         | Hala Beefcake venció a RJ City y Jake Something                      | Triple Threat Match        | 06:22  |
| 2                         | Mad Man Fulton venció a Mavado                                       | Singles Match              | 04:25  |
| 3                         | Scarlett Bordeux venció a Gisele Shaw                                | Singles Match              | 09:05  |
| 4                         | Eli Drake venció a Zach Gowen                                        | Eli Drake’s Open Challenge | 05:15  |
| 5                         | Petey Williams venció a Matt Sydal, Ace Austin y N8 Mattson          | Fatal Four Way Match       | 12:50  |
| 6                         | Sami Callihan venció a Ace Romero                                    | Singles Match              | 13:12  |
| 7                         | Tommy Dreamer y Eddie Edwards vencieron a Johnny Swinger y Jon Bolen | Tag Team Match             | 09:45  |
| 8                         | Kongo Kong venció a D-Lo Brown                                       | Singles Match              | 09:22  |
| 9                         | Johnny Impact venció a Moose                                         | Singles Match              | 20:20  |
| (C) Representa al campeón |                                                                      |                            |        |

## Gold Rush
Gold Rush fue un evento realizado por Impact Wrestling en conjunto con Big Time Wrestling transmitido en su página oficial de Twitch el 30 de noviembre de 2018 desde el Newark Pavilion.
| N.º                       | Resultados                                                                        | Estipulación                                       |
| ------------------------- | --------------------------------------------------------------------------------- | -------------------------------------------------- |
| 1                         | Eddie Edwards venció a Scotty Wringer                                             | Singles Match                                      |
| 2                         | Rik Luxury, Shane Kody y Sledge vencieron a El Guerrero, Tony Vargas, y Kaka Meng | Six Man Tag Team Match                             |
| 3                         | Rich Swann venció a Marcus Lewis                                                  | Singles Match                                      |
| 4                         | The Freaks (Jeckles The Jester y Jinxx) vencieron a oVe (Jake Crist y Dave Crist) | Tag Team Match                                     |
| 5                         | Brian Cage venció a Moose                                                         | Singles Match                                      |
| 6                         | Tessa Blanchard (c) venció a Kiera Hogan                                          | Singles Match por el Impact Knockouts Championship |
| 7                         | Johnny Impact (c) venció a Eli Drake                                              | Singles Match por el Impact World Championship     |
| (C) Representa al campeón |                                                                                   |                                                    |

## OHIO vs. Everything
OHIO vs. Everything fue un evento realizado por Impact Wrestling en conjunto con Rockstar Pro transmitido en su página oficial de Twitch el 14 de diciembre de 2018 desde la Rockstar Pro Wrestling Arena.
| N.º                       | Resultados | Estipulación                 |
| ------------------------- | --- | ---------------------------- |
| 1                         | Zachary Wentz vencieron a Jeremiah                                                                                                  | Singles Match                |
| 2                         | The Killer Death Machines (Jessicka Havok y Nevaeh) vencieron a Samantha Heights y Allie                                            | Tag Team Match               |
| 3                         | Moose venció a Mad Man Fulton | Singles Match                |
| 4                         | LAX (Santana y Ortiz) vencieron a The Dirty (Brandon Edwards y Austin Manix) y The Besties in the World (Mat Fitchett y Davey Vega) | Triple Threat Tag Team Match |
| 5                         | Jon Murray venció a Stone Rockwell                                                                                                  | Singles Match                |
| 6                         | Trey Miguel venció a Ace Austin, Clayton Gainz, Kevin Bennett, Matt Sydal y Ron Mathis                                              | Mosh Pit Singles Match       |
| 7                         | Eddie Edwards venció a Legendary Larry D                                                                                            | Singles Match                |
| 8                         | oVe (Sami Callihan, Dave Crist y Jake Crist) vencieron a Dustin Rayz, Aaron Williams y Alex Colon                                   | Six Man Tag Team Match       |
| (C) Representa al campeón | |                              |

## Battle of Brooklyn
Battle of Brooklyn fue un evento realizado por Impact Wrestling en conjunto con WrestlePro transmitido en su página oficial de Twitch el 26 de enero de 2019 desde la St Pats Cyo Sports.
| N.º                       | Resultados                                                                          | Estipulación                                            |
| ------------------------- | ----------------------------------------------------------------------------------- | ------------------------------------------------------- |
| 1                         | Buster Jackson venció a Shawn Donovan                                               | Singles Match                                           |
| 2                         | Nikos Rikos (c) venció a Talon                                                      | Singles Match por el WrestlePro Silver Championship     |
| 3                         | Team España (c) vencieron a The Breakfast Club (CPA y Francis Kip Stevens)          | Tag Team Match por el WrestlePro Tag Team Championship  |
| 4                         | Matt Macintosh venció a Rich Swann y TJ Crawford                                    | Triple Threat Match                                     |
| 5                         | Scarlett Bordeaux venció a Corinne Mink                                             | Singles Match                                           |
| 6                         | Moose venció a Craig Steele                                                         | Singles Match                                           |
| 7                         | The Heavenly Bodies (Desirable Dustin y Gigolo Justin) vencieron a KM y Fallah Bahh | Tag Team Match                                          |
| 8                         | Pat Buck venció a Bobby Wayward                                                     | Singles Match                                           |
| 9                         | Dan Maff venció a Kongo Kong                                                        | Singles Match                                           |
| 10                        | Chris Payne (c) venció a Mario Bokara y CAQ                                         | Triple Threat Match por el WrestlePro Gold Championship |
| 11                        | Eli Drake venció a Anthony Bowens                                                   | Singles Match                                           |
| (C) Representa al campeón |                                                                                     |                                                         |

## Brace for IMPACT II
Battle of Brooklyn fue un evento realizado por Impact Wrestling en conjunto con SMASH Wrestling transmitido en su página oficial de Twitch el 2 de febrero de 2019 desde The London Music Hall.
| N.º                       | Resultados                                                                         | Estipulación                                                                |
| ------------------------- | ---------------------------------------------------------------------------------- | --------------------------------------------------------------------------- |
| 1                         | Kevin Bennett venció a Carter Mason y Sebastian Suave (con Anthony “Kingdom” James | Three Way Match                                                             |
| 2                         | Rosemary venció a Xandra Bale, Dark Allie y KC Spinelli                            | Four Way Match                                                              |
| 3                         | “Psycho” Mike Rollins venció a Cody Deaner                                         | Singles Match                                                               |
| 4                         | Mark Wheeler (con Kill/Screen) venció a Kyle Boone                                 | Singles Match                                                               |
| 5                         | Idris Abraham y Joe Coleman vencieron a The Pillars (Tyson Dux y Brent Banks) (c)  | Tag Team Tables Elimination Match para ganar el SMASH Tag Team Championship |
| 6                         | The Rascalz (Trey Miguel y Zachary Wentz) vencieron oVe (Jake y Dave Crist)        | Tag Team Match                                                              |
| 7                         | Tarik (c) venció a Scotty O’Shea (con Kill/Screen)                                 | Singles Match por el SMASH Championship                                     |
| 8                         | Johnny Impact (c) venció a Sami Callihan                                           | Singles Match por el Impact World Championship                              |
| (C) Representa al campeón |                                                                                    |                                                                             |

## The Opening Day
The Opening Day fue un evento realizado por Impact Wrestling en conjunto con Rockstar Pro transmitido en su página oficial de Twitch el 2 de marzo de 2019 desde Rockstar Pro Wrestling Arena.
| N.º                       | Resultados | Estipulación                                   | Tiempo |
| ------------------------- | --- | ---------------------------------------------- | ------ |
| 1                         | Moose venció a Jake Crist (con JT Davidson) | Singles Match                                  | 10:01  |
| 2                         | Jeremiah venció a Aaron Williams, Crash Jaxon, Nate Wings, Rohit Raju y Ron Mathis                                                                             | Mosh Pit Scramble Match                        | 08:36  |
| 3                         | The Killer Death Machines (Jessicka Havok y Nevaeh) vencieron a Madison Rayne y Samantha Heights                                                               | Tag Team Match                                 | 09:35  |
| 4                         | Ace Austin venció a JT Dunn | Singles Match                                  | 14:04  |
| 5                         | Brian Cage venció a Ace Romero y Clayton GainzThree Way Match                                                                                                  | Three Way Match                                | 12:00  |
| 6                         | Dave Crist y Madman Fulton (con JT Davidson) venció a Austin Manix y Jake Something, Grits And Gravy (Bruce Grey y Jon Murray) y a Pompano Joe y Steve Manders | Four Way Match                                 | 10:57  |
| 7                         | Sami Callihan (con JT Davidson) venció a Eddie Edwards | Dayton Street Match                            | 19:23  |
| 8                         | Johnny Impact (c) venció a Larry D | Singles Match por el Impact World Championship | 16:19  |
| (C) Representa al campeón | |                                                |        |

## Critical Transformation
Critical Transformation fue un evento realizado por Impact Wrestling en conjunto con UCW transmitido en su página oficial de Twitch el 13 de abril de 2019 desde Owensboro SportsCenter.
| N.º                       | Resultados                                                                                         | Estipulación                                   |
| ------------------------- | -------------------------------------------------------------------------------------------------- | ---------------------------------------------- |
| 1                         | The Rascalz (Trey y Wentz) vencieron a The Murphy Boyz (Carson y Cameron Murphy)                   | Tag Team Match                                 |
| 2                         | Cali Young venció a Madison Rayne                                                                  | Singles Match                                  |
| 3                         | Ace Austin venció a Ryan Dookie, Scott Sexton y Chad Stallings                                     | Fatal Four Way Match                           |
| 4                         | Brian Cage venció a Madman Fulton                                                                  | Singles Match                                  |
| 5                         | Moose venció a Daniel Eads                                                                         | Singles Match                                  |
| 6                         | oVe (Sami Callihan, Jake y Dave Crist) venció a Chase Stevens y The Maddox Brothers (Jarod y Nick) | oVe Rules Match                                |
| 7                         | Johnny Impact (c) venció a Chris Michaels                                                          | Singles Match por el Impact World Championship |
| (C) Representa al campeón | |                                                |

## Salute to the Troops
Salute to the Troops fue un evento realizado por Impact Wrestling en conjunto con Tried-N-True grabado el 12 de abril desde el Fort Campbell Army Post en Fort Campbell, Kentucky. El evento fue transmitido el sábado 11 de mayo de 2019 a través de la plataforma de Twitch oficial de Impact Wrestling.
| N.º                       | Resultados                                                                | Estipulación                                                        |
| ------------------------- | ------------------------------------------------------------------------- | ------------------------------------------------------------------- |
| 1                         | Rich Swann (c) venció a Caleb Konley, Jeremiah Plunkett y Ace Austin      | Fatal four Way Match para retener el Impact X Division Championship |
| 2                         | Chris Melendez venció a Sami Callihan                                     | Singles Match                                                       |
| 3                         | Moose venció a The Rascalz (Trey y Wentz)                                 | Two-on-One Handicap Match                                           |
| 4                         | Eddie Edwards venció a Bram                                               | Street Fight                                                        |
| 5                         | Brian Cage (c) venció a Jake Crist                                        | Singles Match para retener el Impact World Championship             |
| 6                         | Madison Rayne venció a Cali Young                                         | Singles Match                                                       |
| 7                         | The War Kings (Crimson y Jax Dane) vencieron a Dave Crist y Madman Fulton | Tag Team Match                                                      |
| 8                         | Johnny Impact venció a Crazzy Steve                                       | Singles Match                                                       |
| (C) Representa al campeón |                                                                           |                                                                     |

## Digital Destruction
Digital Destruction fue un evento realizado por Impact Wrestling en conjunto con House of Hardcore desde el St. James Sports Arena en St. James, New York, Kentucky. El evento fue transmitido el domingo 9 de junio de 2019 a través de la plataforma de Twitch oficial de Impact Wrestling.
| N.º                       | Resultados | Estipulación                                                 |
| ------------------------- | --- | ------------------------------------------------------------ |
| 1                         | Gio venció a Wrestling Ball Legursky                                                                            | Singles Match                                                |
| 2                         | Trey Miguel venció a Clayton Gainz, Bull James y JXT                                                            | Fatal four Way Match                                         |
| 3                         | Joey Ryan venció a Little Guido Maritato                                                                        | Singles Match                                                |
| 4                         | Michael Elgin venció a Luchasaurus                                                                              | Singles Match                                                |
| 5                         | The Rascalz (Zachary Wentz y Dezmond Xavier) venció a oVe (Dave Crist y Jake Crist)                             | Tag Team Match                                               |
| 6                         | Madman Fulton vs. Ace Romero finaliza sin resultado                                                             | Singles Match                                                |
| 7                         | Rich Swann (c) venció a Teddy Hart                                                                              | Singles Match para retener el Impact X Division Championship |
| 8                         | Willie Mack (c) venció a Sami Callihan y Eddie Edwards                                                          | Triple Threat Match para retener el HOH TV Championship      |
| 9                         | Tommy Dreamer, Billy Gunn y Jordynne Grace vencieron a Johnny Impact, Taya Valkyrie y Moose (con John E. Bravo) | 6 Person Mixed Tag Team Match                                |
| (C) Representa al campeón | |                                                              |

## Deep Impact
Deep Impact fue un evento realizado por Impact Wrestling en conjunto con Reality of Wrestling (ROW) desde el Booker T World Gym Arena en Texas City, Texas, El evento fue transmitido el 7 de julio de 2019 a través de la plataforma de Twitch oficial de Impact Wrestling.
| N.º                       | Resultados | Estipulación                                                                                       |
| ------------------------- | --- | -------------------------------------------------------------------------------------------------- |
| 1                         | Jordynne Grace venció a Alex Gracia | Singles Match                                                                                      |
| 2                         | La Familia (Diego de la Cruz y Jonathan Vega) vencieron a The Rascalz (Zachary Wentz y Dezmond Xavier) (con Trey Miguel)                                                  | Tag Team Match                                                                                     |
| 3                         | Moose venció a Mysterious Q | Singles Match                                                                                      |
| 4                         | Brendan Steen venció a Ayden Cristiano, Bryan Keith, Cameron Cole, Dave Crist, Ethan Page, Iseah, Jake Crist, Josh Alexander, Madman Fulton, Willie Mack y Will Lockhart. | 12-Way Elimination Match                                                                           |
| 5                         | Sami Callihan vs. Terrale Tempo finaliza en doble conteo | Singles Match                                                                                      |
| 6                         | Michael Elgin venció a Moonshine Mantell | Singles Match                                                                                      |
| 7                         | Gino venció a Eddie Edwards | Singles Match                                                                                      |
| 8                         | Tessa Blanchard venció a AQA, Hyan y Su Yung (con Jessicka Havok) | Fatal-Four Way Match                                                                               |
| 9                         | Fly Def (Zack Mason y Warren Johnson) venció a L.A.X. (Santana y Ortiz)                                                                                                   | Tag Team Match                                                                                     |
| 10                        | Rich Swann (c) vs. Ryan Davidson (c) finaliza sin resultado | Champion vs Champion Match por el Impact X Division Championship y el ROW Heavyweight Championship |
| (C) Representa al campeón | | |

## Star Struck
Star Struck fue un evento realizado por Impact Wrestling en conjunto con CWFH Wrestling desde el Florentine Gardens en Los Ángeles, California, El evento fue transmitido el 3 de agosto de 2019 a través de la plataforma de Twitch oficial de Impact Wrestling.
| N.º                                                      | Resultados | Estipulación                                                         |
| -------------------------------------------------------- | --- | -------------------------------------------------------------------- |
| 1                                                        | (D)Andy Brown (c) venció a Adrian Quest                                                                          | Singles Match para retener el CWFH Heritage Heavyweight Championship |
| 2                                                        | Peter Avalon venció a Jordan Clearwater                                                                          | Singles Match                                                        |
| 3                                                        | Reno SCUM (Adam Thornstowe y Luster The Legend) vencieron a The RockNES Monsters (Johnny Yuma y Kevin Martenson) | Tag Team Match                                                       |
| 4                                                        | Jordynne Grace venció a Madison Rayne                                                                            | Singles Match                                                        |
| 5                                                        | Jake Crist (c) venció a Ace Austin y Trey                                                                        | Three-Way Match para retener el Impact X Division Championship       |
| 6                                                        | Jessicka Havok venció a Viva Van                                                                                 | Singles Match                                                        |
| 7                                                        | Jessicka Havok venció a John E. Bravo                                                                            | Singles Match                                                        |
| 8                                                        | Sami Callihan venció a Willie Mack                                                                               | Singles Match                                                        |
| 9                                                        | Eddie Edwards defeats Moose                                                                                      | Street Fight                                                         |
| 10                                                       | Michael Elgin venció a Rich Swann                                                                                | Singles Match                                                        |
| 11                                                       | The North (Ethan Page y Josh Alexander) (c) vencieron a Rhino y Tommy Dreamer                                    | Tag Team Match para rtener el Impact World Tag Team Championship     |
| (C) Representa al campeón (D) Representa a un Dark Match | |                                                                      |

## Operation Override
Operation Override fue un evento realizado por Impact Wrestling en conjunto con World Class Revolution desde el Comanche County Fairgrounds en Lawton, Oklahoma, El evento fue transmitido el 13 de septiembre de 2019 a través de la plataforma de Twitch oficial de Impact Wrestling.
| N.º                                                      | Resultados | Estipulación                                      |
| -------------------------------------------------------- | --- | ------------------------------------------------- |
| 1                                                        | (D)Randy Price venció a Damon Windsor (con Brother Percy). Double D (con Erica) y Prince Mahalli (con Al Farat) | Four-Way Match                                    |
| 2                                                        | TJP venció a Rohit Raju                                                                                         | Singles Match                                     |
| 3                                                        | Moose venció a Kyle Hawk                                                                                        | Singles Match                                     |
| 4                                                        | Mahabali Shera venció a Flex Zerba                                                                              | Singles Match                                     |
| 5                                                        | Rosemary y Taya Valkyrie vencieron a Desi Derata y Kiera Hogan                                                  | Tag Team Match                                    |
| 6                                                        | MVP venció a Chavo Guerrero Jr. (c) por descalificación                                                         | Singles Match por el WCR Heavyweight Championship |
| 7                                                        | The North (Ethan Page y Josh Alexander) vencieron a The Step-Brothas (Ja'Mane y Tego)                           | Tag Team Match                                    |
| 8                                                        | Michael Elgin venció a Fuego Del Sol                                                                            | Singles Match                                     |
| 9                                                        | Eddie Edwards venció a Sami Callihan                                                                            | Street Fight                                      |
| (C) Representa al campeón (D) Representa a un Dark Match | |                                                   |

## Tales from the Ring
Tales from the Ring fue un evento realizado por Impact Wrestling en conjunto con Wrestling Revolver desde el Val-Air Ballroom en Des Moines, Iowa, El evento fue transmitido el 14 de octubre de 2019 a través de la plataforma de Twitch oficial de Impact Wrestling.
| N.º                                                      | Resultados | Estipulación                                                     |
| -------------------------------------------------------- | --- | ---------------------------------------------------------------- |
| 1                                                        | Jake Crist (C) venció a Ace Austin, Arik Cannon y Daga                                                              | Four-Way Match                                                   |
| 2                                                        | Steve Manders (C) venció a Darin Corbin                                                                             | Singles Match para retener el SCWPro Iowa Wrestling championship |
| 3                                                        | The Crew (Jason Cade y Rich Swann) vencieron a Logan James y Tyler Matrix                                           | Tag Team Match                                                   |
| 4                                                        | Clayton Gainz venció a Beautiful Bobby, Dave Crist, Jake Manning (C), Jessicka Havok, Jimmy Jacobs y The Yellow Dog | Multiple-Way Match para ganar el PWR Scramble championship       |
| 5                                                        | Brian Cage (C) venció a JT Dunn                                                                                     | Singles Match para retener el Impact World Championship          |
| 6                                                        | Lance Archer venció a Ace Romero                                                                                    | Singles Match                                                    |
| 7                                                        | Caleb Konley y Zane Riley vencieron a Andy Dalton y Moonshine Mantell                                               | Tag Team Match                                                   |
| 8                                                        | Tessa Blanchard venció a Sami Callihan                                                                              | Iowa Street Fight                                                |
| 9                                                        | (D)Killer Kross venció a Larry D (C) y Madman Fulton                                                                | Three-Way Match                                                  |
| (C) Representa al campeón (D) Representa a un Dark Match | |                                                                  |

## All Glory
All Glory fue un evento realizado por Impact Wrestling desde el 115 Bourbon Street en Merrionette Park, Illinois, El evento fue transmitido el 19 de octubre de 2019 a través de la plataforma de Twitch oficial de Impact Wrestling.
| N.º                       | Resultados                                                              | Estipulación                                                      |
| ------------------------- | ----------------------------------------------------------------------- | ----------------------------------------------------------------- |
| 1                         | Project Monix venció a Brubaker, Bryce Benjamin, GPA y Isaias Velazquez | Five-Way Match                                                    |
| 2                         | Robert Anthony (con Frank The Clown) venció a Space Monkey              | Singles Match                                                     |
| 3                         | AJ Gray venció a Kobe Durst                                             | Singles Match                                                     |
| 4                         | Jason Cade venció a Clayton Gainz, Logan James y Tyler Matrix           | Four-Way Match                                                    |
| 5                         | Laynie Luck (c) venció a Kylie Rae y Shotzi Blackheart                  | Triple Threat Match para retener el Zelo Pro Women's Championship |
| 6                         | Blake Christian venció a Alex Zayne y Mark Wheeler                      | Triple Threat Match                                               |
| 7                         | Ace Romero venció a Larry D                                             | Singles Match                                                     |
| (C) Representa al campeón |                                                                         |                                                                   |

## Over Drive
Over Drive fue un evento realizado por Impact Wrestling en conjunto con Pennsylvania Premiere Wrestling desde el Steamtown Marketplace en Scranton, Pensilvania, El evento fue transmitido el 10 de noviembre de 2019 a través de la plataforma de Twitch oficial de Impact Wrestling.
| N.º                       | Resultados                                                                                        | Estipulación                                                                            |
| ------------------------- | ------------------------------------------------------------------------------------------------- | --------------------------------------------------------------------------------------- |
| 1                         | The North (Ethan Page y Josh Alexander) vencieron a The Sambo Show (Samuel Adams y Syler Andrews) | Tag Team Match                                                                          |
| 2                         | Clutch Adams (c) venció a Black Geez, Evander James, Desean Pratt y Facade                        | Five-Way Match para retener el Pennsylvania Premiere Wrestling Heavyweight Championship |
| 3                         | Willie Mack venció a Mahabali Shera                                                               | Singles Match                                                                           |
| 4                         | Jordynne Grace y Tenille Dashwood vencieron a Allie Recks y Jessicka Havok                        | Tag Team Match                                                                          |
| 5                         | Ace Austin venció a Fallah Bahh                                                                   | Singles Match                                                                           |
| 6                         | Taya Valkyrie (con Johnny Bravo) (c) venció a Madison Rayne                                       | Singles Match para retener el Impact Knockouts Championship                             |
| 7                         | Rich Swann venció a Jake Crist                                                                    | Singles Match                                                                           |
| 8                         | Eddie Edwards venció a Brian Cage Michael Elgin y Moose                                           | Four-Way Match                                                                          |
| 9                         | Sami Callihan venció a Rhino                                                                      | Street Fight                                                                            |
| (C) Representa al campeón |                                                                                                   |                                                                                         |

## Motown Showdown 2019
Motown Showdown 2019 fue un evento realizado por Impact Wrestling en conjunto con Border City Wrestling desde el Diamond Back Saloon en Belleville, Míchigan, El evento fue transmitido el 8 de diciembre de 2019 a través de la plataforma de Twitch oficial de Impact Wrestling.
| N.º                                                      | Resultados | Estipulación                                                 |
| -------------------------------------------------------- | --- | ------------------------------------------------------------ |
| 1                                                        | (D) Nate Brock venció a Ali Akbar                                                                                 | Tag Team Match                                               |
| 2                                                        | (D) King's Ransom (Leonis Khan y Maximus Khan) y Tony Gunn vencieron a Clayton Gainz, Jackson Stone y Tyler Tirva | Six-Man Tag Team Match                                       |
| 3                                                        | Ace Austin (c) venció a Dez                                                                                       | Singles Match para retener el Impact X Division Championship |
| 4                                                        | Larry D venció a Jamal King                                                                                       | Singles Match                                                |
| 5                                                        | The Desi Hit Squad (Rohit Raju y Mahabali Shera) vencieron aThe Rascalz (Trey Miguel y Wentz)                     | Tag Team Match                                               |
| 6                                                        | N8 Mattson venció a Idris Abraham                                                                                 | Singles Match                                                |
| 7                                                        | Eddie Edwards venció a Madman Fulton por descalificación                                                          | Singles Match                                                |
| 8                                                        | Eddie Edwards, Rich Swann y Willie Mack vencieron a oVe (Dave Crist, Jake Crist y Madman Fulton)                  | Six-Man Tag Team Match                                       |
| 9                                                        | Jessicka Havok y Madison Rayne vencieron a Rosemary y Taya Valkyrie                                               | Tag Team Match                                               |
| 10                                                       | Michael Elgin venció a Brian Cage                                                                                 | Singles Match                                                |
| 11                                                       | Sami Callihan (c) venció a Rhino                                                                                  | Street Fight para retener el Impact World Championship       |
| (C) Representa al campeón (D) Representa a un Dark Match | |                                                              |

## Arlington Brawl
Arlington Brawl fue un evento realizado por Impact Wrestling en conjunto con River City Wrestling desde The Backyard en Arlington, Texas, El evento fue transmitido el 11 de enero de 2020 a través de la plataforma de Twitch oficial de Impact Wrestling.
| N.º                       | Resultados                                                                   | Estipulación                                               |
| ------------------------- | ---------------------------------------------------------------------------- | ---------------------------------------------------------- |
| 1                         | Muerte Infernal y Tristan The Warrior vencieron a Aaron Sykes y Helio Garcia | Tag Team Match                                             |
| 2                         | Richie Garcia venció a David Kidd                                            | Singles Match                                              |
| 3                         | Anthony Andrews (con Paige Turner) venció a Luigi Primo (c)                  | Singles Match para ganar el RCW International Championship |
| 4                         | Tommy Becker venció a Jaxon Stone                                            | Singles Match                                              |
| 5                         | Low Rider venció a Juventud Aérea                                            | Singles Match                                              |
| 6                         | Rodney Mack venció a Branden Vice                                            | Singles Match                                              |
| 7                         | Alex Gracia y AQA vencieron a Hyan y Miranda Alize                           | Tag Team Match                                             |
| 8                         | Matthew Palmer venció a Andy Dalton                                          | Singles Match                                              |
| (C) Representa al campeón |                                                                              |                                                            |

## Outbreak
Outbreak fue el último evento en vivo realizado por Impact Wrestling en su plataforma de Twitch.
Debido a la emergencia sanitaria por la pandemia del Covid 19 estos eventos con público en vivo fueron suspendidos. Aunque no se anunció públicamente su cancelación, todos los programas relacionados con Twitch fueron cancelados debido al fin del acuerdo entre ambas compañías.
Este evento fue realizado en conjunto con Ohio Valley Wrestling desde el Davis Arena en Louisville, Kentucky, El evento fue transmitido el 21 de febrero de 2020 a través de la plataforma de Twitch oficial de Impact Wrestling.
| N.º                                                      | Resultados                                                                | Estipulación   |
| -------------------------------------------------------- | ------------------------------------------------------------------------- | -------------- |
| 1                                                        | (D)Corey Storm venció a Dimes                                             | Singles Match  |
| 2                                                        | (D) Ray Lyn venció a Cali Young (con DL3)                                 | Singles Match  |
| 3                                                        | Maximus Khan venció a Zachary Wentz                                       | Singles Match  |
| 4                                                        | Joey Ryan venció a Dave Crist                                             | Singles Match  |
| 5                                                        | Willie Mack venció a Johnny Swinger                                       | Singles Match  |
| 6                                                        | Trey Miguel venció a Tony Gunn                                            | Singles Match  |
| 7                                                        | Moose venció a Jay Bradley                                                | Singles Match  |
| 8                                                        | The North (Ethan Page y Josh Alexander) vencieron a Acey Romero y Larry D | Tag Team Match |
| 9                                                        | Rhino venció a Madman Fulton                                              | Singles Match  |
| 10                                                       | Jessicka Havok venció a Jordynne Grace, Kiera Hogan y Megan Bayne         | Four-Way Match |
| 11                                                       | Daga y Tessa Blanchard vencieron a Ace Austin y Jake Crist                | Tag Team Match |
| (C) Representa al campeón (D) Representa a un Dark Match |                                                                           |                |